# Woldemar Leippi
Woldemar Leippi  (* 3. Februar 1930; † 7. Februar 2018)  war ein  deutscher Schauspieler, Hörspielregisseur, Synchron- und Hörspielsprecher.

## Leben
Leippi sprach u. a. beim Hörspiellabel Kiddinx. Er lieh der Figur des Briefträgers Klappermann in Bibi Blocksberg seine Stimme.
Leippi war mit seiner Schauspielkollegin Helgard Bruckhaus verheiratet. Er starb 2018 im Alter von 88 Jahren und ruht neben seiner Witwe.

## Hörspiele (Auswahl)
Die ARD-Hörspieldatenbank enthält (Stand: Juli 2024) für den Zeitraum von 1955 bis 1983 insgesamt 29 Datensätze, bei denen Woldemar Leippi als Regisseur und Sprecher geführt wird.
Regie:
- 1980: Sigbert Kluwe, Andreas Lenze: Zwo Quadratmeter (Kurzhörspiel – SFB)
- 1980: Ulrich Horstmann: Kopfstand (Original-Hörspiel – SFB; Aufnahmeverfahren: Stereo-Kunstkopf)
- 1981: Jeannette Lander: Schwesterliebe – Schwesternliebe (Hörspiel – SFB)
- 1981: Siegfried Gliewe: Das Licht im 92. Fenster (Hörspiel – SFB)
- 1983: Hans Joachim Sell: Die langsamen Pfeile (Hörspiel – SFB/ORF Wien)

Regieassistent:
- 1965: Charles Puydorat: Unruhe – Regie: Lothar Kompatzki (Kurzhörspiel – SFB)

Sprecher:
- 1955: Wolfdietrich Schnurre: Kranichzug (Mihail) – Regie: Hanns Korngiebel (Originalhörspiel – RIAS Berlin)
- 1956: George Bernard Shaw: Androklus und der Löwe – Bearbeitung und Regie: Hanns Korngiebel (Hörspielbearbeitung – RIAS Berlin)
- 1958: Georges Simenon: Maigret und die schrecklichen Kinder – Regie: Cläre Schimmel (Hörspielbearbeitung, Kriminalhörspiel – RIAS Berlin)
- 1959: Johannes Hendrich: Das Ritterkreuz für Leutnant Kern (Unteroffizier) – Regie: Hans Drechsel (Originalhörspiel – SFB/HR)
- 1960: Bruno Wellenkamp: Licht in der Mansarde (Ein Posten) – Regie: Rolf von Goth (Hörspiel – SFB)
- 1961: Johannes Hendrich: Wie einem Menschen zumute ist (2 Teile) (Josef) – Regie: Curt Goetz-Pflug (Originalhörspiel – SFB)
- 1961: André Birabeau: Mein Sohn, der Herr Minister (Touraine) – Regie: Erich Köhler (Hörspielbearbeitung – SFB)
- 1963: Philip Levene: Tiefgekühlt. Kriminal-Parodie (Fahrer) – Regie: Erich Köhler (Originalhörspiel, Kriminalhörspiel – SFB)
- 1964: Horst Pillau: Auch hier Palermo (Arturo Pancaldi) – Regie: Erich Köhler (Originalhörspiel – SFB/RB)
- 1968: Joachim Barckhausen: Haus ohne Erben (Beamter) – Regie: Erich Köhler (Hörspiel – SFB)